# Swain Reefs National Park
Swain Reefs National Park är en nationalpark i Australien. Den ligger i delstaten Queensland, 703 km norr om Brisbane. Nationalparken består av nio små cays på toppen av korallrevet Swain Reefs. Nationalparken är ett viktigt fågelområde med 64 kända arter.
Cays i nationalparken: Gannett Cay (1,7 ha), Bylund Cay (0,6 ha), Thomas Cay (1 ha), Bacchi Cay (0,5 ha), Frigate Cay (2 ha), Price Cay (1,6 ha), Distant Cay (0,25 ha), Riptide Cay (0,25 ha) och Bell Cay (1,5 ha).
Den här artikeln är helt eller delvis baserad på material från engelskspråkiga Wikipedia.